# Ramutki
Ramutki (niem. Elisenhof) – przysiółek wsi Brodowo w Polsce, położona w województwie wielkopolskim, w powiecie średzkim, w gminie Środa Wielkopolska. 
W latach 1975–1998 Ramutki administracyjnie należały do województwa poznańskiego.